# Nereide (sommergibile 1934)
Il Nereide è stato un sommergibile della Regia Marina.

## Storia
Dopo l'ultimazione fu destinato alla X Squadriglia sommergibili, con sede a Brindisi.
Dal 1934 al 1937 fu impiegato per l'addestramento lungo le coste italiane, compiendo anche un lungo viaggio addestrativo nel 1934.
Prese clandestinamente parte alla guerra di Spagna con lo svolgimento di due missioni, di 17 e 14 giorni, rispettivamente nel febbraio e settembre 1937, entrambe senza avvistamenti di unità sospette.
Nel 1938 passò alla 42ª Squadriglia sommergibili restando però sempre di base a Brindisi, mentre nel 1939-1940 fu trasferito a Tobruk.
All'entrata dell'Italia nel secondo conflitto mondiale si trovava già in missione nel Golfo di Sollum, agli ordini del tenente di vascello Mario Spano. Nel mattino del 12 giugno 1940, mentre era immerso, individuò una grossa nave cisterna in navigazione, sola, verso Alessandria d'Egitto, e le lanciò un siluro, danneggiandola, ma perdendola poi di vista a causa della nebbia. Due giorni dopo il sommergibile tornò in porto.
Il 13 settembre, in missione a ovest di Zante e Cefalonia, cercò di attaccare tre cacciatorpediniere che procedevano ad alta velocità e alla distanza di 400 metri, ma, avvistato, dovette ritirarsi perché una delle navi manovrava per contrattaccare.
Compì tre missioni nel Golfo di Taranto, rispettivamente in ottobre e novembre 1940 e nel febbraio 1941, ed operò poi in Egeo, senza risultati. Ne assunse poi il comando il tenente di vascello Augusto Migliorini.
Il 22 marzo, nell'ambito dei preparativi per l'operazione «Gaudo» – poi sfociata nel disastro di Capo Matapan – fu inviato 130 miglia a sud/sudovest di Alessandria d'Egitto, il 24 si portò ad 80 miglia dal porto alessandrino, due giorni dopo ritornò nella prima posizione e vi rimase sino al 31, senza tuttavia individuare alcuna unità nemica.
Il 10 luglio fu inviato a levante di Tinos (Isole Cicladi) in pattugliamento antisommergibile, ed il 16, nottetempo, mentre si trovava in emersione, individuò un sommergibile nemico; dopo aver serrato le distanze lanciò due siluri e aprì il fuoco con cannone e mitragliere: un siluro risultò difettoso, ma l'altro – apparentemente – colpì il bersaglio, che, vistosi attaccato, si stava immergendo, a poppa della torretta. Non risultano però perdite o danneggiamenti di sommergibili britannici in tale zona e in quel periodo.
Nel luglio 1942 operò nel bacino orientale del Mediterraneo contro i convogli inglesi tra le basi mediorientali e quelle egiziane, senza risultati perché i bersagli non mancavano, ma erano anche dotati di forti scorte.
Divenne poi comandante dell'unità il tenente di vascello Renato Scandola, dato che il comandante Migliorini si era gravemente ammalato.
Il 12 luglio 1943 s'imbatté in un gruppo di cacciatorpediniere inglesi che stavano bombardando la costa nei pressi di Taormina. Dopo essersi immerso, lanciò tre siluri contro le unità britanniche, in fase di ripiegamento dopo aver cessato il fuoco: furono avvertite due forti detonazioni, ma il Nereide non poté constatare il risultato perché aveva dovuto frattanto immergersi in profondità; non risultano comunque conferme di risultati.
Il giorno seguente, di mattino, mentre si trovava al largo di Augusta, individuò tre cacciatorpediniere impegnati in ricerca antisommergibile; avvistato a sua volta, dovette immergersi in profondità. Subì quindi una violenta caccia con bombe di profondità, protrattasi per alcune ore; venuto a galla per i gravi danni, fu subito centrato dalle cannonate delle navi inglesi, con numerosi morti e feriti. Abbandonato dai superstiti, il sommergibile affondò poco dopo – intorno alle 7.30 –, una quarantina di miglia a levante di Augusta.
Persero la vita 6 sottufficiali, 9 sottocapi e 6 marinai, mentre il resto dell'equipaggio (compreso Franzone Saverio marconista del sommergibile) fu tratto in salvo – e fatto prigioniero – dai cacciatorpediniere Echo ed Ilex.
In tutto il conflitto il Nereide aveva svolto 25 missioni offensivo-esplorative ed 11 di trasferimento, per complessive 18.121 miglia di navigazione in superficie e 4563 in immersione.